# Trieces capensis
Trieces capensis är en stekelart som först beskrevs av Pierre L. G. Benoit 1956.  Trieces capensis ingår i släktet Trieces och familjen brokparasitsteklar. Inga underarter finns listade i Catalogue of Life.